# Shigeko Hirakawa

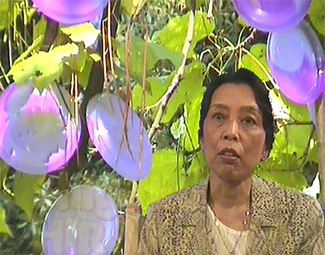
Shigeko Hirakawa

Shigeko Hirakawa (jap. 平川 滋子, Hirakawa Shigeko; * 1953 in Kurume, Japan) ist eine japanische Künstlerin, die seit 1983 in Paris (Frankreich) lebt und arbeitet.

## Biographie
Von 1971 bis 1975 studierte Hirakawa an der Tōkyō Joshi Daigaku Japanische Geschichte. Anschließend studierte sie von 1976 bis 1980 Ölmalerei an der Tōkyō Geijutsu Daigaku. Drei Jahre später folgte bis 1986 mithilfe eines Stipendiums der französischen Regierung ein Studium an der École nationale supérieure des beaux-arts de Paris in der Meisterklasse Olivier Debrés.
Seit 1980 stellt Hirakawa ihre Werke aus.

## Themen
Hirakawa begann als Malerin, doch ihr Interesse wandte sich seit ihrer Ankunft in Frankreich (1983) mehr und mehr der Beziehung zwischen Mensch und Natur zu. Ihre Kunst findet nun fast immer unter freiem Himmel statt und zentriert um die Grundelemente unseres Planeten, Wasser, Luft, Sonne, in Verbindung mit Pflanzen.
Die Unwetter, die 1999 weite Teile Europas verwüsteten und auch ein sich im Entstehen befindendes Werk Hirakawas zerstörten, inspirierten sie zu Arbeiten, die sich mit der Beziehung zu unserer Umwelt und mit den Naturgewalten auseinandersetzen. Die Hitzewelle des Jahres 2003 verstärkte diese Tendenz noch.
Hirakawas Fragestellungen sind ernst, doch die Künstlerin behandelt sie in poetischer Weise. Ihr Werk Toboggan des Dieux (Die Rutsche der Götter, 2006), 30 Meter hoch und mit einer Gesamtlänge von 66 Metern, bezieht sich auf die japanische Mythologie und deren Antwort auf die Frage, wie die Götter auf die Erde kommen und die von Unwettern und anderen Naturgewalten verunsicherten Menschen beruhigen können.

### Werkbeispiele
Air en péril ist ein Kunstprojekt, das von einem Bericht der EU über den Zustand der europäischen Wälder inspiriert wurde. Es besteht aus drei Hauptteilen:
- Arbre à photosynthèse (Baum der Photosynthese)
- Roue aérienne (Luftrad)
- Molécule d'oxygène (Sauerstoffmolekül)

Arbre à photosynthèse wurde bereits 2006 in Frankreich, 2007 in den USA und 2009 in Japan verwirklicht. Mehr als tausend flache Scheiben mit gewölbtem Rand werden dabei an einem Baum befestigt. Das Material der Scheiben wechselt unter Sonneneinstrahlung die Farbe, von Milchigweiß in der Nacht über Zartrosa zu intensivem Violett am Tag. Das Werk visualisiert so die Photosynthese der Pflanzen, die Kohlendioxid absorbieren und Sauerstoff freisetzen.

## Kunst im öffentlichen Raum
- 1992:     Flotte ile, öffentlicher Auftrag von Conseil Régional d'Ile de France
- 1997:     Arbre généalogique/Mort (Stammbaum/Tod), Transmutation/Vie (Verwandlung/Leben), Triennale Mont-de-Marsan, Mont-de-Marsan (Frankreich)
- 1999:     Cinq Sphères Rouges (Fünf rote Kreise), Universität Tokio, Tokyo (Japan)
- 2001:     Ellipse rouge (Rote Ellipse), Josai Daigaku (Universität Josai), Präfektur Chiba (Japan)
- 2003:     Air branché & Eau domestiquée (Verbundene Luft unter und gezähmtes Wasser), Montpellier (Frankreich)
- 2006:     Arbres ailés (Geflügelte Bäume), Chateau de Jehay, Liège/Lüttich (Belgien)
- 2006:     Toboggan des Dieux (Die Rutsche der Götter), Biennale d'art contemporain, Jouy-en-Josas (Frankreich)
- 2007:     Arbre à photosynthèse (Baum der Photosynthese), Jamaica Center for Arts & Learning, New York (USA)
- 2009:     Trois Arbres à photosynthèse (Drei Bäume der Photosynthese), National Art Center, Tokyo (Japan)

## Einzelausstellungen (Auswahl)
- 2001:     Eau suivie (Der Lauf des Wassers), Maison des Arts de Malakoff, Malakoff (Frankreich)
- 2001:     Sculptures et Peintures (Skulpturen und Malereien), Rathaus von Choisy-le-Roi (Frankreich)
- 2003:     Air branché & Eau domestiqué (Verbundene Luft und gezähmtes Wasser), Park des Chateau d’O, Mortrée (Frankreich)
- 2005:     Air, Poumon (Luft, Lunge), Musée de la mine du Nord/Pas de Calais, Lewarde (Frankreich)
- 2005:     Air et Eau/Eau-Ciel 2005 (Luft und Wasser/Wasser-Himmel 2005),  Galerie Parisud, Cachan (Frankreich)
- 2006:     Arbre à photosynthèse (Baum der Photosynthese), Rathauspark von  Argenteuil (Frankreich)
- 2007:     Arbre à photosynthèse (Baum der Photosynthese), Musée de la mine du Nord/Pas de Calais, Lewarde (Frankreich)

## Links zu den Werken
- Arbre à photosynthèse (Baum der Photosynthese): https://shigeko-hirakawa.com/NewSite/PortFolio_Detail_F.html?144
- Arbres ailés (Geflügelte Bäume): https://shigeko-hirakawa.com/NewSite/Nature_10_F.html
- Toboggan des Dieux (Die Rutsche der Götter): https://shigeko-hirakawa.com/NewSite/Nature_12_F.html
- Air, Poumon (Luft, Lunge): https://shigeko-hirakawa.com/NewSite/Nature_8_F.html
- Eau-Ciel (Wasser-Luft):  https://shigeko-hirakawa.com/NewSite/EauCiel_F.html
- Air branché & Eau domestiqué (Verbundene Luft und gezähmtes Wasser): https://shigeko-hirakawa.com/NewSite/Nature_1_F.html
- Eau domestiquée (Gezähmtes Wasser): https://shigeko-hirakawa.com/NewSite/EauDom_F.html
- Eau suivie (Der Lauf des Wassers): https://shigeko-hirakawa.com/NewSite/EauSuiv_F.html
- Arbre généalogique/Mort (Stammbaum/Tod): https://shigeko-hirakawa.com/NewSite/Nature_2_F.html
- Transmutation/Vie (Verwandlung/Leben): https://shigeko-hirakawa.com/NewSite/Nature_3_F.html